# Serra de la Quella
La Serra de la Quella és una serra situada als municipis de Terrades i Sant Llorenç de la Muga a la comarca de l'Alt Empordà, amb una elevació màxima de 415 metres.